# 朝鮮学校問題に係る在日スパイ被疑事件
朝鮮学校問題に係る在日スパイ被疑事件（ちょうせんがっこうもんだいにかかるざいにちすぱいひぎじけん）は、日本で2012年に発覚した北朝鮮の土台人による対日有害活動事件である。詐欺事件で検挙された男性が、朝鮮学校無償化に反対する運動に取り組む民間人に対する身辺調査等のスパイ活動をしていたことが発覚したものである。なお、スパイ防止法が存在しない日本においては、外国のスパイである人の立場そのものは罪に問われないため、事件化されない被疑事件として司直に処理される。

## 概要
大阪府警察本部警備部外事課の発表によれば、北朝鮮の工作員として検挙された男性は、日本に帰化をした日本国民である。この男性は、朝鮮総連元構成員を父親に持ち、朝鮮学校を経て朝鮮大学校を卒業後、朝鮮総連の下部組織である朝鮮新報の英語版編集長として稼働。朝鮮総連の非公然組織 である「学習組」にも加入していた。
男性は特別永住者であることをやめて朝鮮総連を脱退し、日本に帰化した後、兵庫県尼崎市において父親から受け継いだ運送業を営みながら、過去に朝鮮総連に加入していた自己の経歴を隠して、日本で北朝鮮問題に取り組むゼミナール等を有する複数の大学院に通学した。男性は、遅くとも2006年（平成18年）頃から、「土台人」と呼ばれる在日スパイとして北朝鮮当局から金銭の供与を受けるようになり、東南アジア諸国に潜伏している北朝鮮当局の工作員との間で暗号化された電子メールを交わし、あるいは密かに出国して北工作員との面会を繰り返した。男性は、自身の大学院生としての立場を活かして日本の安全保障問題（自衛隊の武器、装備品や軍事通信技術の開発動向） に関する情報収集をした。また、身分を偽って北朝鮮の人権問題や拉致問題に取り組む団体への潜入工作を図るとともに、朝鮮学校への高校授業料無償化・就学支援金支給制度の適用について反対の立場を取る民間団体の構成員を密かに内偵していたとされる。特に、作家の萩原遼と金正日の専属料理人だった藤本健二の両名を対象とした監視活動を行って、北朝鮮当局に報告していた。
また、2012年4月には自身の所属するゼミナールの教授を通じて民主党の松原仁に接触し、朝鮮人民軍幹部と日本政府高官とをシンガポールで面会させ、拉致問題に関する秘密交渉を行わせようと謀っていたとされる。
2012年6月、男性は自身が営んでいた運送業の運転資金として、1000万円の公的資金を兵庫県庁から騙し取った疑いで大阪府警察本部警備部外事課により逮捕・起訴されて公判中のところ、北朝鮮の在日スパイとして情報収集を行った際に著作権法違反の罪を犯した事実が発覚したため、2013年1月に大阪府警察本部警備部外事課によって再逮捕されている。大阪府警察本部警備部外事課は、朝鮮総連の幹部だった親族宅の捜索も実施。詐欺の指南役とみられる滋賀県在住の日本人男性も逮捕された。男性は、保釈された際に取材に訪れた報道関係者に対し、｢詐欺はともかくスパイや違法な工作活動は認めない｣として、スパイ容疑を全面的に否認したが、大阪府警察本部警備部外事課は男性が北朝鮮当局との間で暗号化されたメールのやり取りをしてきたことを確認しており、捜査で主導的な役割を果たした大阪府警察本部警備部外事課には、重要事例として警察庁長官賞が授与された。2013年3月、男性は兵庫県庁から会社の運転資金をだまし取った罪で懲役4年の有罪判決を受け、捜査は終結した。